# Trissonchulus raskii
Trissonchulus raskii is een rondwormensoort uit de familie van de Ironidae. De wetenschappelijke naam van de soort is voor het eerst geldig gepubliceerd in 1960 door Chitwood.